# 2号航站楼站
2号航站楼站是一个位于中国北京市朝阳区首都机场街道北京首都国际机场2号航站楼外，属于北京地铁首都机场线的地铁车站。

## 位置
2号航站楼站位于北京首都国际机场2号航站楼外的绿地和道路下方。

## 車站構造

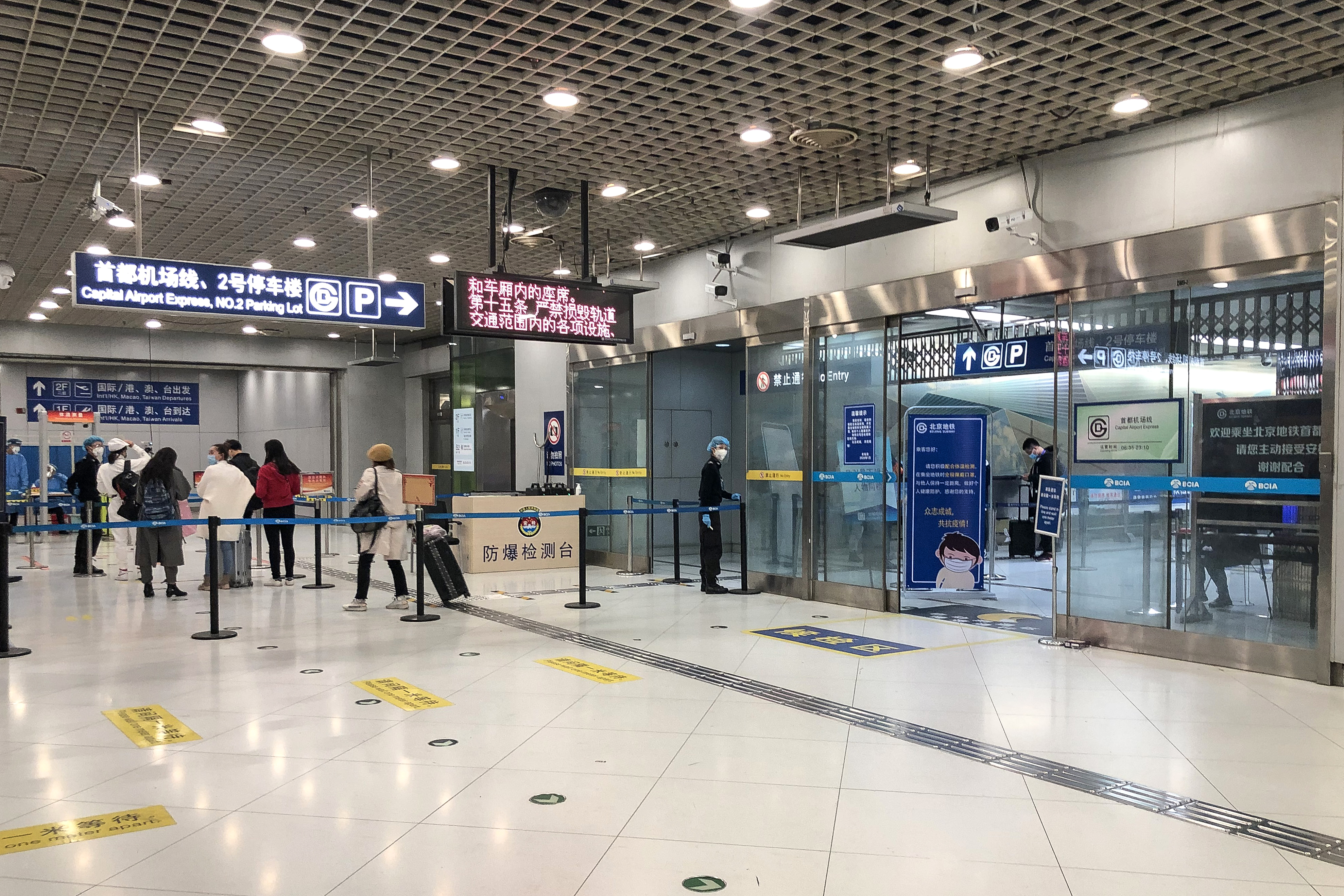
位于2号航站楼地下二层的地铁入口（2020年10月摄）

2号航站楼站为单线车站，侧式站台，只有一侧有站台。
| 地下二层 | 站厅                       | 客务中心、自动售票机、进出站闸机，去往1、2号航站楼，停车楼 |
| 地下二层 | 侧式站台，右側開門         |                                                            |
| 地下二层 | 首都机场线往市区（三元桥） |                                                            |

## 运营
自3号航站楼站驶来的列车驶入本站，停车上下客后，车头车尾对调，反向出站，驶向三元桥站方向，这个过程中车内始终有乘客。